# La lapidación de San Esteban (Cavallino)
La lapidación de san Esteban es una pintura al óleo sobre lienzo de 71×93 cm realizada por Bernardo Cavallino hacia 1645, la cual se encuentra en el Museo del Prado de Madrid.

## Contexto histórico y artístico
La escena ilustra un tema de larga tradición en la iconografía cristiana basado en un pasaje del libro bíblico los Hechos de los Apóstoles (7, 54-60). Esteban era uno de los siete diáconos elegidos por los apóstoles para colaborar con ellos. Acusado por los judíos, se ordenó que fuera lapidado a las puertas de la ciudad y, mientras esto sucedía, su rostro se iluminó y oró a Dios pidiendo que no imputara el pecado a sus verdugos, entre los testigos de la lapidación se encontraba Saulo de Tarso, que después sería conocido como el Apostol Pablo. Junto a San Lorenzo, con quien a menudo forma pareja, pertenece al grupo de santos diáconos mártires.
Hacia 1950 se encontraba en una colección particular de Birmingham (Reino Unido). En 1954 fue adquirido por Xavier de Salas Bosch, quien lo atribuyó a Bernardo Cavallino. Sin embargo, fue Alfonso Pérez Sánchez quien lo publicó por primera vez y lo situó cronológicamente entre 1645-1650, sin que haya habido posteriores discrepancias respecto a este punto. En 1989 fue donado al museo por la Fundación Amigos del Museo del Prado.

## Descripción
San Esteban, vestido con la dalmática de diácono de un vivo color rojo, está solo en su martirio, de rodillas frente a un muro, con las manos cruzadas sobre el pecho y la cabeza inclinada, mientras levanta el rostro, intensamente iluminado, hacia el cielo. A su alrededor, en el suelo, se ven las piedras que le han arrojado sus verdugos desde ambos lados. Se trata de una representación de la lapidación del primer mártir de la fe cristiana, una instantánea sagrada, emotiva, serena y cargada de delicadeza, que figura entre las más bellas invenciones del artista.

## Exposiciones
- Madrid ( 1970 y 1985 ) [1]